# صموئيل جاكسون بارنت
صموئيل جاكسون بارنت (بالإنجليزية: Samuel Jackson Barnett)‏ هو فيزيائي أمريكي، ولد في 14 ديسمبر 1873 في مقاطعة وودسون في الولايات المتحدة، وتوفي في 22 مايو 1956 في باسادينا في الولايات المتحدة.